# Cornelius Hegardt
Cornelius Hegardt, född 1715, död 22 juni 1772 i Gävle, var en svensk läkare och lärjunge till Linné.
Hegardt var bördig från Malmö. År 1744 försvarade han en avhandling, Ficus, under Linné. Han blev 1754 stadsläkare i Gävle och verkade där till sin död.